# (6528) Boden
(6528) Boden (1993 FL24) – planetoida z grupy pasa głównego asteroid okrążająca Słońce w ciągu 3,39 lat w średniej odległości 2,25 j.a. Odkryta 21 marca 1993 roku.